# مسجد جرير بن عبد الله البجلي
مسجد جرير بن عبد الله البجلي هو مسجد تاريخي في مركز حداد بني مالك جنوب محافظة الطائف، منطقة مكة المكرمة، غرب المملكة العربية السعودية.

## بناء المسجد
ترجع الأهمية التاريخية لمسجد البجلي إلى نسبته للصحابي جرير بن عبد الله البجلي الذي أسلم هو وقومه في رمضان من السنة العاشرة للهجرة، حيث تعود مراحل تأسيسه إلى نفس العام الذي كان فيه حجة الوداع كما يقع قبر الصحابي جرير بجانب المسجد خلف بيت الصلاة.

## الطراز المعماري
يتميز المسجد ببنائه على طراز السراة وقد بني من الأحجار غير المنتظمة وسقفه من جذوع شجر العرعر والخرسانة وتبلغ مساحته الكلية نحو 350 متر مربع ويتسع لنحو 130 مصليا.

## تطوير المسجد
اختير مسجد جرير البجلي التاريخي ضمن مشروع الأمير محمد بن سلمان لتطوير المساجد التاريخية في المملكة العربية السعودية. وبعد  التطوير أصبح المسجد يضم غرفة للإمام وبيتًا الصلاة في الجهة الشرقية وآخر في الجهة الغربية وخزام مياه ومستودعًا ودورات مياة وأماكن وضوء وبئرًا ومقبرة.